# Polska Organizacja Gazu Płynnego
Polska Organizacja Gazu Płynnego – organizacja w branży paliwowej założona w 1996. Członkami organizacji są jednostki produkcyjno-handlowe zajmujące się zakupem, rozlewem i dystrybucją gazu skroplonego LPG, a także produkcją i obrotem urządzeniami służącymi do jego transportu, magazynowania i eksploatacji. POGP należy do Europejskiej Organizacji Gazu Płynnego (AEGPL) z siedzibą w Brukseli.

## Cele Polskiej Organizacji Gazu Płynnego
Do głównych założeń POGP należą:
- ochrona praw i reprezentowanie interesów członków wobec władz i organów państwowych, których działania w sposób istotny dotyczą branży gazu skroplonego
- współdziałanie w rozwiązywaniu problemów technicznych, organizacyjno-prawnych oraz wszystkich innych związanych z zastosowaniem gazu skroplonego LPG
- uczestniczenie w pracach zespołów ekspertów powoływanych w celu opracowywania projektów przepisów prawa i innych aktów normatywnych oraz ustalania zasad polityki z zakresu stosowania gazu płynnego
- popieranie wolnej przedsiębiorczości, konkurowania w sposób uczciwy i etyczny w ramach obowiązujących przepisów prawa
- tworzenie i promowanie wzorów z zakresu bezpieczeństwa, ochrony zdrowia i środowiska
- edukacja z zakresu gazu skroplonego LPG jako paliwa ekonomicznego i ekologicznego, przyjaznego człowiekowi i środowisku naturalnemu

## Władze Organizacji
Plenarne Zebranie Członków Organizacji jest organem stanowiącym i nadzorującym działalność pozostałych organów Organizacji. W Zebraniu Plenarnym uczestniczą członkowie Organizacji poprzez swoich przedstawicieli.
Do jego głównych kompetencji należą m.in.: 
- sprawowanie funkcji kontrolnych nad całokształtem działalności Organizacji
- podejmowanie uchwał w przedmiocie zmian statutu Organizacji
- wybór i odwoływanie członków Prezydium Organizacji
- zatwierdzanie rocznych planów zadań rzeczowo-finansowych Organizacji
- podejmowanie uchwał o przystąpieniu do zagranicznych lub krajowych stowarzyszeń i organizacji oraz o wystąpieniu z nich
- ustalanie zasad opłacania i wysokości składek członkowskich

Plenarne Zebrania zwołuje Prezydium Organizacji nie rzadziej niż raz w roku.
Komisja Rewizyjna jest powoływana przez Zebranie Plenarne. W jej skład wchodzą trzej członkowie Organizacji, a jej kadencja trwa trzy lata.
Zadaniem Komisji Rewizyjnej jest sprawowanie kontroli nad działalnością Organizacji w zakresie jej gospodarki finansowej.
Prezydium Organizacji jest organem wykonawczym i zarządzającym Organizacji w okresach pomiędzy Zebraniami Plenarnymi. Członkowie Prezydium wybierani są na trzyletnią kadencję przez Zebranie Plenarne. Prezydium wybiera spośród swojego składu Przewodniczącego, jego Zastępcę oraz Skarbnika.
Do głównym kompetencji Prezydium należą m.in.: 
- opiniowanie wniosków i projektów uchwał przedstawionych Zebraniu Plenarnemu
- przedstawienie Organizacji okresowych sprawozdań z działalności Prezydium
- opracowanie rocznych planów zadań rzeczowo-finansowych Organizacji i ich realizacja
- powołanie Komisji i zespołów roboczych
- powołanie Dyrektora Organizacji

W Organizacji działają również Komisje:
- Prawna
- ds. technicznych i bezpieczeństwa
- ds. autogazu
- ds. butli
- Ekonomiczna